# María Asunción Quiñones
 (juin 2019).
Pour les articles homonymes, voir Quiñones.
María Asunción Quiñones Goikoetxea, née le 29 octobre 1996 à Fontarrabie en Espagne, est une footballeuse internationale espagnole évoluant au poste de gardienne de but à la Real Sociedad et en équipe d'Espagne.

## Biographie
Elle participe avec l'équipe d'Espagne à l'Euro 2017.
Elle fait ensuite partie des 23 joueuses espagnoles retenues afin de participer à la Coupe du monde 2019 organisée en France.

## Palmarès
- Vainqueur de la Coupe d'Espagne en 2019 avec la Real Sociedad
- Vainqueur de l'Algarve Cup en 2017 avec l'équipe d'Espagne